# Lukas Hofer
Lukas Hofer (Brunico, 30 settembre 1989) è un biatleta italiano.

## Biografia
Originario di San Lorenzo di Sebato, è entrato a far parte della nazionale italiana nel 2006. In Coppa del Mondo ha esordito nel 2009 nello sprint di Oberhof, chiuso al 53º posto, ha conquistato il primo podio arrivando terzo nel 2010 nella staffetta mista di Kontiolahti ed ha ottenuto la sua prima vittoria il 5 gennaio 2012 ad Oberhof nella staffetta, insieme a Christian De Lorenzi ed ai fratelli Markus e Dominik Windisch, disputando la quarta frazione e riportando la nazionale italiana maschile al successo 11 anni e 10 mesi dopo la vittoria di René Cattarinussi a Chanty-Mansijsk il 19 marzo 2000.
Ha partecipato a due dei Mondiali giovanili, Val Martello 2007 (23° in individuale, 29° in sprint, 22° in inseguimento, 13° in staffetta) e Ruhpolding 2008 (4° in individuale, 15° in sprint, 4° in inseguimento, bronzo in staffetta) e a una dei Mondiali juniores, Canmore 2009 (44° in individuale, oro in sprint - il 31 gennaio -, oro in inseguimento - il 1º febbraio, grazie alla sua straordinaria prestazione sugli sci -, 7° in staffetta). In carriera ha partecipato anche a due edizioni degli Europei, vincendo il bronzo nello sprint a Val Ridanna 2011.
In carriera ha preso parte a tre edizioni dei Giochi olimpici invernali, Vancouver 2010 (56° nella sprint, 46° nell'individuale, 54° nell'inseguimento, 12° nella staffetta), Soči 2014 (12° nella sprint, 14° nell'individuale, 17° nell'inseguimento, non conclude la partenza in linea, 5° nella staffetta, 3° nella staffetta mista) e Pyeongchang 2018 (10º nella sprint, 10º nell'inseguimento, 63º nell'individuale, 18º nella partenza in linea, 12º nella staffetta, 3º nella staffetta mista), e a otto dei Campionati mondiali, vincendo una medaglia: il bronzo il 12 marzo 2011, ai Mondiali di Chanty-Mansijsk, nella partenza in linea vinta dal norvegese Emil Hegle Svendsen davanti al russo Evgenij Ustjugov.

## Palmarès

### Olimpiadi
- 2 medaglie:
  - 2 bronzi (staffetta mista[2] a Soči 2014, staffetta mista a Pyeongchang 2018)

### Mondiali
- 4 medaglie:
  - 2 argenti (staffetta singola mista[2] a Östersund 2019; staffetta mista[2] ad Anterselva 2020)
  - 2 bronzi (partenza in linea[2] a Chanty-Mansijsk 2011; staffetta mista[2] a Östersund 2019)

### Mondiali juniores
- 2 medaglie:
  - 2 ori (sprint, inseguimento a Canmore 2009)

### Mondiali giovanili
- 1 medaglia:
  - 1 bronzo (staffetta a Ruhpolding 2008)

### Europei
- 1 medaglia:
  - 1 bronzo (sprint a Val Ridanna 2011)

### Coppa del Mondo
- Miglior piazzamento in classifica generale: 5º nel 2018
- 27 podi (10 individuali, 17 a squadre), oltre a quelli conquistati in sede olimpica e iridata e validi per la Coppa del Mondo:
  - 6 vittorie (2 individuali, 4 a squadre)
  - 9 secondi posti (3 individuali, 6 a squadre)
  - 12 terzi posti (5 individuali, 7 a squadre)

#### Coppa del Mondo - vittorie
| Data             | Località       | Nazione     | Specialità                                                        |
| ---------------- | -------------- | ----------- | ----------------------------------------------------------------- |
| 5 gennaio 2012   | Oberhof        | Germania    | RL (con Christian De Lorenzi, Markus Windisch e Dominik Windisch) |
| 17 gennaio 2014  | Anterselva     | Italia      | SP                                                                |
| 10 marzo 2018    | Kontiolahti    | Finlandia   | MX (con Dorothea Wierer, Lisa Vittozzi e Dominik Windisch)        |
| 17 febbraio 2019 | Soldier Hollow | Stati Uniti | SMX (con Dorothea Wierer)                                         |
| 30 novembre 2019 | Östersund      | Svezia      | MX (con Lisa Vittozzi, Dominik Windisch e Dorothea Wierer)        |
| 19 marzo 2021    | Östersund      | Svezia      | SP                                                                |

Legenda:

RL = staffetta

SP = sprint

MX = staffetta mista

SMX = staffetta singola mista

### Campionati italiani
- 10 medaglie[1]:
  - 4 ori (partenza in linea nel 2008; sprint, partenza in linea nel 2011; partenza in linea nel 2021)
  - 2 argenti (sprint nel 2013; partenza in linea nel 2014)
  - 4 bronzi (sprint nel 2007; partenza in linea nel 2009; sprint, inseguimento nel 2012)

### Campionati italiani juniores
- 2 medaglie[1]:
  - 1 oro (sprint nel 2007)
  - 1 argento (inseguimento nel 2007)

### Campionati italiani giovanili
- 2 medaglie[1]:
  - 1 oro (partenza in linea nel 2007)
  - 1 bronzo (partenza in linea nel 2006)